# اژدرهایان
اژدرهایان (نام علمی: Azhdarchidae) نام یک تیره از راسته پتروسور است. نام این جانور از واژه فارسی اژدها گرفته شده است.این گروه از جانوران شامل بعضی از بزرگ‌ترین جانوران پرنده در کل زمان‌ها می‌شده است.